# UTC+0

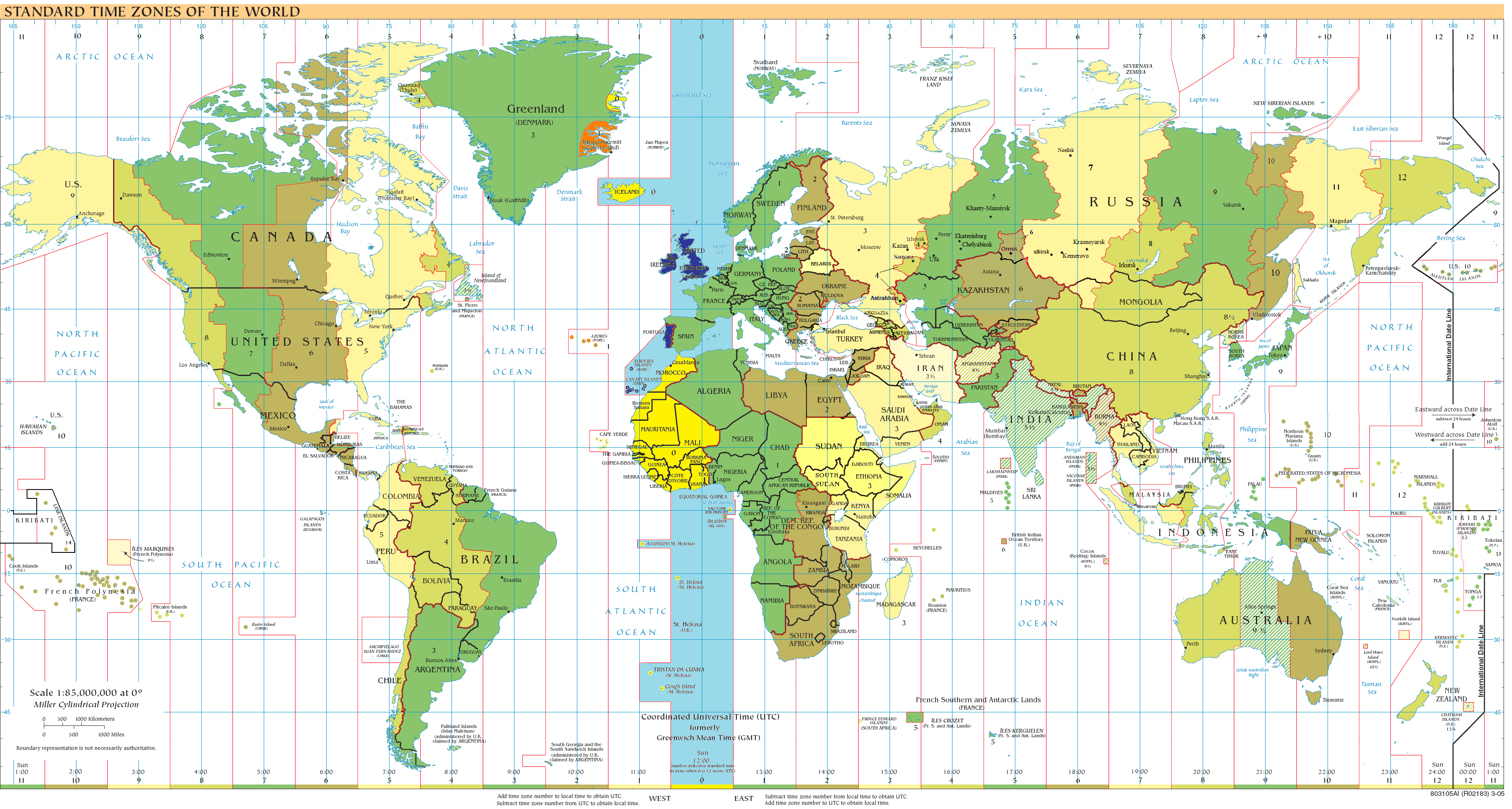
UTC+0: 青-12月前後に適用、橙-6月前後に適用、黄-通年適用、水色-海域

UTC±0とは、協定世界時 (UTC) そのままの標準時である。

## 該当地域

### 標準時（通年）

#### アフリカ
グリニッジ標準時 - GMT
- ガーナ
- ガンビア
- ギニア
- ギニアビサウ
- コートジボワール
- サントメ・プリンシペ
- シエラレオネ
- セネガル
- トーゴ
- ブルキナファソ
- マリ
- モーリタニア
- リベリア
- 西サハラ

#### 大西洋諸島
西ヨーロッパ時間 - WET
- アイスランド

グリニッジ標準時 - GMT
- セントヘレナ・アセンションおよびトリスタンダクーニャ（イギリス領）
- グリーンランド
  - デンマークシャウン（英語版）

### 標準時（北半球冬）
- 西ヨーロッパ時間 - WET
  -  アイルランド
  -  イギリス（海外領土を除く）
    - イギリスの王室属領を含む
      -  ガーンジー
      -  ジャージー
      -  マン島

  -  スペイン
    -  カナリア諸島

  -  フェロー諸島（デンマーク領）
  -  ポルトガル（アゾレス諸島を除く）

### 夏時間（北半球）
- ポルトガル
  -  アゾレス諸島
- グリーンランド
  - イトコルトルミットとその周辺地域

### 夏時間（南半球）
- 南極
  - トロル基地（英語版）（冬期はUTC+2）